# Федорино (Калужская область)
Федорино   — деревня в Боровском районе Калужской области. Входит в состав сельского поселения «Деревня Асеньевское».

## География
На реке Межиха. Рядом  Старая, Данилово, Дылдино.

## Население
| 2002 | 2010 |
| ---- | ---- |
| 92   | ↗100 |

## История
В 1782-году деревня Федорино относилось к Боровскому уезду Калужского наместничества, во владении Коллегии Экономии, до этого Чудова монастыря на левом берегу реки Межухи. 